# Jenny Lewis

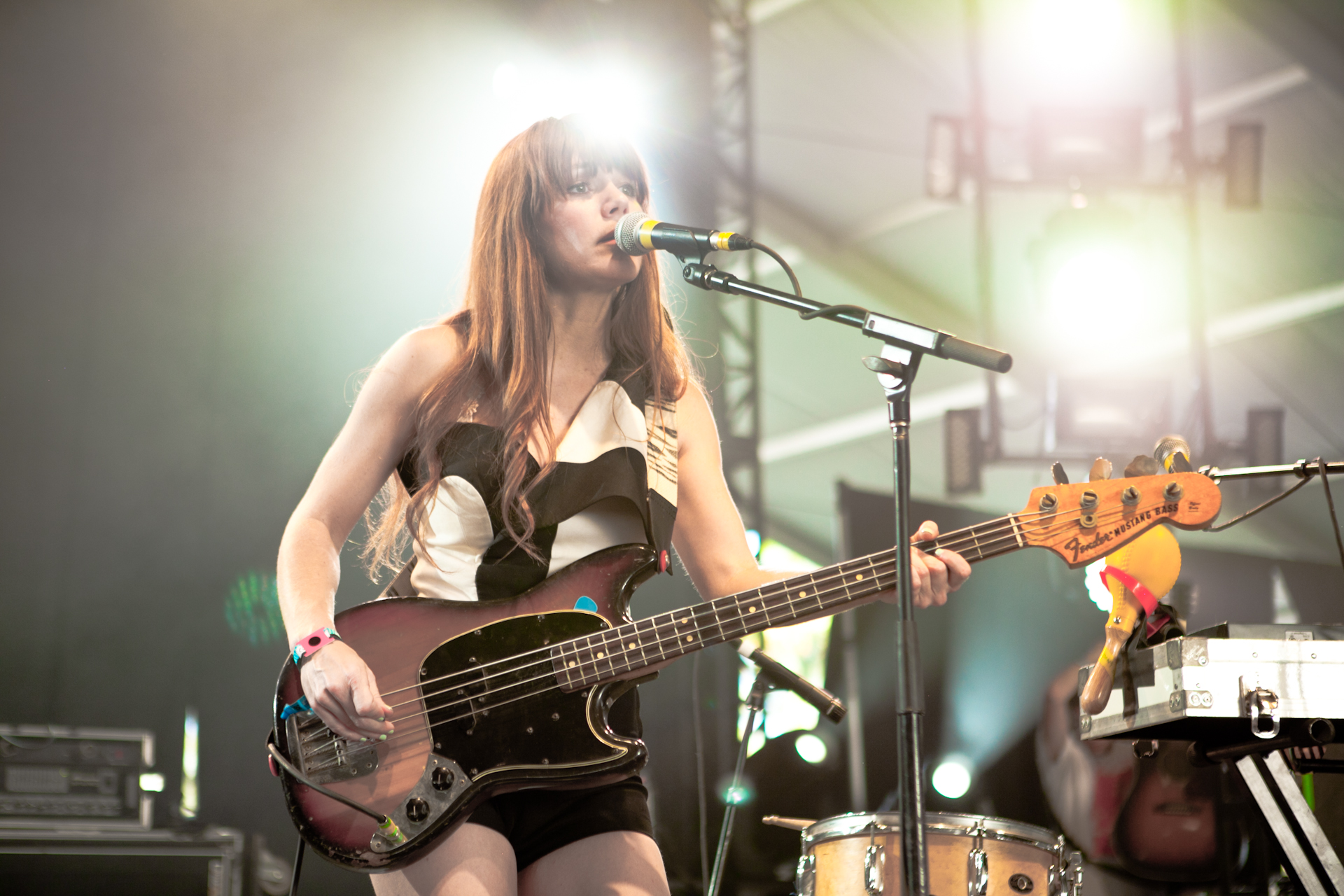
Jenny Lewis tijdens een optreden met Johnathan Rice op het Coachella-festival in april 2011.

Jennifer Diane (Jenny) Lewis (Las Vegas, 8 januari 1976) is een Amerikaans muzikante en actrice. Halverwege de jaren 80 speelde Lewis als jeugdactrice in verschillende televisieseries en tienerfilms. Van 1998 tot 2011 was Lewis de zangeres van de indierockband Rilo Kiley. Ze heeft twee soloabums uitgebracht. Ze treedt met haar vriend Johnathan Rice op onder de naam Jenny & Johnny.